# Spaniel tibetà
Spaniel tibetà és una raça de gos assertiva, petita i intel·ligent originària de les muntanyes Himàlaia del Tibet.
Comparteixen ancestres amb el pequinès, spaniel japonès, Shih-tzu, Lhasa Apso i Pug.
Aquesta raça no és un autèntic spaniel, la seva cria difereix lleument, ja que els spaniels són gun dogs. El qualificatiu spaniel pot haver-lo rebut a causa de la seva semblança amb les versions de gos miniatura (Lap dog) de spaniel de caça com el Cavalier King Charles spaniel.